# Ладинський Антонін Петрович
Ладинський Антонін Петрович (рос. Ладинский Антонин Петрович; нар. 19 (31) січня 1896 — пом. 4 червня 1961, Москва) — російський поет «першої хвилі» еміграції, радянський письменник, перекладач, автор популярних історичних романів про Київську Русь, Римську імперію та Візантію, член Спілки письменників СРСР (1961).

## Біографія

### Навчання
Народився в селі Общее Поле (або Скугри) Порховського повіту Псковської губернії в родині справника Новоржевського повіту. Після закінчення Псковської гімназії в 1915 р. вступив на юридичний факультет Петербурзького університету. А вже через рік припинив навчання чрез призов до армії. Пройшов школу прапорщиків в Петергофі.

### Білий офіцер
Під час громадянської війни у званні підпоручика воював у складі Добровольчої армії  Антона Денікіна та армії Петра Врангеля. В 1920 році А.Ладинский евакуйований з Криму в госпіталь в  Олександрії. В Єгипті працював писарем у Міжнародному суді.

### Еміграція
В 1924 році переїхав до Парижу. Навчався у Сорбонні, але через важке фінансове становище достроково його залишив. Працював в періодичних виданнях російської еміграції «Останні новини».
Під час Другої світової війни брав участь в Русі Опору.
В 1946 р. прийняв радянське громадянство і став завідувачем відділу газети «Советский патриот». Після її закриття працював перекладачем у редакції газета «Правда» у Франції, потім — співробітником журналу «Обозрение сторонников мира».
В 1950 році був висланий із Франції за критику уряду. З 1950 до 1955 рр. жив у Дрездені (НДР), де працював коректором і очікував дозволу на в'їзд в СРСР.

### Радянський період
В 1955 р. оселився в Москві, де займався творчістю та перекладом.
В 1961 р. А.Ладинский став членом Союзу письменників СРСР.
Помер 4 червня 1961 р. Урна з прахом похована в колумбарії Новодівичого кладовища у Москві.

## Творчість
Перші вірші опублікував у 1926 р. у період. виданнях російської еміграції. Першою книгою віршів була «Черное и голубое», що вийшла в 1931 році.
Прозові твори почав друкувати у 1929 році.

### Збірники віршів
- Чёрное и голубое — Париж, 1931.
- Северное сердце — Париж, 1934.
- Стихи о Европе — Париж, 1937.
- Пять чувств — Париж, 1939.
- Роза и чума — Париж, 1950.
- Собрание стихотворений — Москва, 2009. ISBN 978-5-98454-014-8

### Нариси
- Путешествие в Палестину — Софія, 1937 — про подорожі як кореспондента у Польщу, Чехословаччину, Ліван, Палестину, Туніс та Єгипет.

### Історичні романи
- В дни Каракаллы (У Франції в 1937 році вийшла під назвою XV легіон, а в Талліні в 1938 році) — Москва, 1961.
- трилогія про співпрацю Візантії та Київської Русі (1960):

1. Когда пал Херсонес (У Франції була опублікована в 1938 році під назвою Голуб над Понтом) — Москва, 1959
2. Анна Ярославна — королева Франции — (1961).
3. Последний путь Владимира Мономаха — (1966).

## Екраїнізації творів
Роман «Анна Ярославна — королева Франції» (1961) був екранізований в 1978 році під назвою «Ярославна, королева Франції» режисером Ігор Масленников..

### Переклади
Переклав з французької на російську окремі твори П. Бурже, Вольтера, П. Елюара, Антуан де Сент-Екзюпері.